# Littlejohn Island (Maine)
Littlejohn Island es un lugar designado por el censo del condado de Cumberland, Maine, Estados Unidos. Según el censo de 2020, tiene una población de 116 habitantes.
En los Estados Unidos, un lugar designado por el censo (traducción literal de la frase en inglés census-designated place, CDP) es un lugar o una concentración de población identificada por la Oficina del Censo exclusivamente para fines estadísticos.
En este caso se trata de una isla del municipio de Yarmouth.

## Geografía
Está ubicado en las coordenadas 43°45′38″N 70°07′36″O / 43.76056, -70.12667 (43.760664, -70.126559). Según la Oficina del Censo, tiene una superficie total de 1.89 km², de los cuales 0.89 km² corresponden a tierra firme y 1.01 km² están cubiertos de agua.

## Demografía
Según el censo de 2020, hay 116 personas residiendo en la zona. La densidad de población es de 131.82 hab./km². El 91.38% de los habitantes son blancos, el 2.59% eran asiáticos, el 0.86% era de otra raza y el 5.17% son de una mezcla de razas. Del total de la población, el 0.86% era hispano o latino.